# Sonic Adventure
Sonic Adventure es un videojuego de plataformas de 1998 desarrollado por Sonic Team y publicado por Sega para Dreamcast. Fue el primer juego principal de Sonic the Hedgehog en contar con jugabilidad en 3D. Sigue a Sonic the Hedgehog, Miles «Tails» Prower, Knuckles the Echidna, Amy Rose, Big the Cat y E-102 Gamma en sus misiones para recolectar las Esmeraldas del Caos y evitar que el Doctor Robotnik desate a Chaos, un antiguo mal. Controlando a uno de los seis personajes, cada uno con sus propias habilidades, se completan niveles para progresar en la historia. Sonic Adventure conserva muchos elementos de los juegos anteriores de la saga, como los potenciadores y el sistema de salud basado en anillos. Los jugadores pueden jugar minijuegos como carreras e interactuar con Chao, una mascota virtual.
Sonic Team comenzó a desarrollar Sonic Adventure en 1997, después de la cancelación del juego de Sega Saturn Sonic X-treme. Dirigido por Takashi Iizuka y el productor Yuji Naka, el equipo se esforzó por reinventar Sonic para la era 3D de los videojuegos. Adventure presenta un mayor énfasis en la narración y los elementos de rol en contraste con los juegos anteriores de la franquicia, mientras que Yuji Uekawa rediseñó los personajes de la serie para su transición a 3D. Sonic Team intentó demostrar la destreza técnica de Dreamcast con gráficos realistas y se inspiró en lugares de Perú y Guatemala. La banda sonora fue compuesta principalmente por Jun Senoue, que prefería la música rock al electropop de los juegos anteriores de Sonic.
Después de su presentación en el Foro Internacional de Tokio en agosto de 1998, Sonic Adventure fue muy esperado y se lanzó en Japón en diciembre de 1998, América del Norte en septiembre de 1999 y Europa en octubre de 1999. Recibió elogios de la crítica y se convirtió en el éxito de ventas del Dreamcast, con 2,5 millones de copias vendidas en agosto de 2006. Los críticos consideraron que Adventure era un gran avance técnico y elogiaron los gráficos y la jugabilidad. Aunque los críticos notaron fallos y problemas con la cámara, y las reacciones al audio fueron variadas, consideraron a Sonic Adventure un juego excepcional; algunos especularon que podría ayudar a restablecer a Sega como el fabricante de consolas dominante después del fracasado Saturn.
Los periodistas han clasificado retrospectivamente a Sonic Adventure entre los mejores juegos de Sonic, y es reconocido como un lanzamiento importante tanto en la serie como en el género de plataformas. Muchos personajes y conceptos introducidos en Adventure recurren a juegos posteriores de la saga. Su secuela, Sonic Adventure 2, fue lanzada en 2001. Adventure fue porteado a GameCube y Windows en 2003 con gráficos alterados y más desafíos, mientras que una versión de alta definición fue lanzada para Xbox 360 y PlayStation 3 en 2010 y para Windows en 2011. La recepción de estos lanzamientos fueron menos positivas; los críticos sintieron que el juego no había envejecido bien y se ejecutaba a una velocidad de cuadros inconsistente.

## Sistema de juego

Esquema básico de Station Square, ciudad ficticia en donde se ambienta Sonic Adventure

Sonic Adventure es un videojuego de plataformas en 3D con elementos de acción y rol. Los jugadores controlan a uno de los seis protagonistas antropomórficos mientras se aventuran a derrotar al Doctor Robotnik y su ejército de robots, quienes buscan las siete Esmeraldas Caosa y la entidad maligna Chaos. Se desbloquean seis personajes a medida que avanza el juego, cada uno con su propia historia y atributos. Sonic the Hedgehog realiza el spin dash, un ataque teledirigido y un dash a la velocidad de la luz; Miles «Tails» Prower vuela, nada y ataca a los robots usando sus colas; Knuckles the Echidna se desliza, trepa paredes y golpea; Amy Rose puede derrotar a los enemigos usando su martillo; Big the Cat es lento y lleva una caña de pescar que puede lanzar; y E-102 Gamma puede disparar rayos láser.
Al comienzo del juego, el usuario se coloca en uno de los tres Campos de Aventura, mundos centrales abiertos habitados por personajes no jugadores que dan consejos. El personaje es guiado e instruido por la voz de Tikal the Echidna. A través de la exploración, el jugador descubre entradas a niveles llamados Etapas de Acción, algunas de las cuales deben abrirse usando llaves escondidas en el Campo de Aventura.: 141–142  Una vez que el usuario accede a una Etapa de Acción, se le asigna un objetivo específico, que es diferente para cada personaje. Sonic debe llegar al final del nivel como en los juegos anteriores de Sonic the Hedgehog; Tails debe llegar al final antes que el personaje anterior; Knuckles debe encontrar tres fragmentos ocultos de la Master Emerald; Amy debe resolver acertijos y evitar ser atrapada por un robot; Big debe pescar su rana mascota; y Gamma debe abrirse camino a través de las etapas usando proyectiles como defensa.: 140 
Algunos niveles incluyen minijuegos separados de la historia principal. Estos presentan diferentes estilos de juego, entre ellos disparos sobre rieles, carreras y sandboarding. A algunos minijuegos solo se puede acceder con personajes particulares. Cumplir ciertos objetivos permite al jugador obtener elementos adicionales. Se puede acceder a los minijuegos y etapas desbloqueados que el usuario ha completado desde un modo de prueba en la pantalla de título.
Al igual que en los juegos anteriores de Sonic the Hedgehog, se recolectan anillos dorados como una forma de salud: si el personaje está en posesión de anillos cuando es golpeado por un enemigo u otro peligro, sobrevivirá, pero sus anillos se dispersarán y parpadearán antes de desaparecer. Los botes que contienen potenciadores, como zapatos de velocidad, anillos adicionales, invencibilidad y escudos protectores, también están ocultos en los niveles. En varias etapas, el usuario se enfrenta a Robotnik o Chaos en una pelea de jefes y debe agotar el medidor de salud del jefe para continuar. Cada personaje comienza con un número limitado de vidas, y el usuario pierde una vida si el personaje se ahoga, es aplastado o es golpeado sin ningún anillo en su posesión. El juego termina cuando el jugador se queda sin vidas. Las vidas se pueden reponer recolectando cien anillos o una vida extra.
Los jugadores también pueden descubrir los Jardines Chao, entornos ocultos y protectores habitados por los Chao, una mascota virtual. Se puede hacer eclosionar, nombrar e interactuar con múltiples Chao, y pueden aumentar su estado dándole pequeños animales, que pueden recolectarse al derrotar a los enemigos dentro de las Etapas de Acción. La Visual Memory Unit (VMU) portátil del Dreamcast permite descargar el minijuego Chao Adventure, en el que su Chao camina a través de un curso para evolucionar y mejorar sus habilidades. La evolución de un Chao mejora su desempeño en competiciones llamadas Chao Races. Los huevos que pueden producir tipos especiales de Chao están escondidos en los Campos de Aventura. Los jugadores pueden ganar emblemas jugando a través de Etapas de Acción, buscando a través de los Campos de Aventura o ganando Carreras Chao. Cada Etapa de Acción tiene tres emblemas que se pueden obtener al repetir las etapas y cumplir objetivos, como superar el nivel dentro de un límite de tiempo.

## Trama
El Doctor Ivo Robotnik busca una nueva forma de derrotar a su némesis de toda la vida, Sonic the Hedgehog, y conquistar el mundo. Durante su investigación, aprende sobre una entidad llamada Chaos, una criatura que, hace miles de años, ayudó a proteger a los Chao y la todopoderosa Master Emerald, que equilibra el poder de las siete Chaos Emeralds. Cuando una tribu de equidnas intentó robar el poder de las esmeraldas, rompiendo la armonía que tenían con los Chaos, Chaos tomó represalias usando el poder de las Emeralds para transformarse en una bestia monstruosa, Perfect Chaos, y acabar con ellos. Tikal the Echidna, una joven echidna que se hizo amiga de Chaos, lo encarceló en la Master Emerald junto con ella. Robotnik destroza la Master Emerald para liberar a Chaos y prueba la forma natural de la criatura en la ciudad de Station Square.
Cuando Sonic ve que la policía local no logra derrotar a Chaos, él y Miles "Tails" Prower trabajan para evitar que Robotnik le dé poder con las Chaos Emeralds. Knuckles the Echidna, el único echidna que queda, se propone encontrar los fragmentos de la Master Emerald y repararla. Robotnik activa una nueva serie de robots, incluido uno llamado Gamma, y les ordena que encuentren a Froggy, un anfibio que se comió una Chaos Emerald; el dueño de Froggy, Big the Cat, también busca encontrarlo. En Station Square, la amiga e novia de Sonic, Amy Rose, encuentra a un Flicky que está siendo perseguido por una Chaos Emerald en su posesión y decide protegerlo. Cuando ambos son capturados, Amy convence a Gamma de no trabajar para Robotnik. Gamma la ayuda a escapar antes de buscar y destruir a los otros robots de su serie, sacrificándose en el proceso. Tails, mientras tanto, frustra el plan de contingencia de Robotnik para destruir Station Square mediante un ataque con misiles.
Aunque Sonic interrumpe los planes de Robotnik, Chaos logra absorber todas las Chaos Emeralds y se transforma en Perfect Chaos; se rebela contra Robotnik y destruye Station Square. A través de flashbacks de Tikal, quien también fue liberada de la Master Emerald, Sonic se da cuenta de que Chaos ha estado constantemente tormentoso y doloroso, y que encarcelarlo nuevamente no lo detendrá. Usa las Chaos Emeralds para transformarse en Super Sonic y derrota a Perfect Chaos. Chaos se calma cuando ve a Chao viviendo pacíficamente en Station Square, y Tikal lo lleva a un lugar seguro para vivir en paz. Después, Sonic persigue a Robotnik que huye.

## Desarrollo

### Trasfondo
Durante la década de 1990, Sega fue una de las compañías de videojuegos más exitosas debido al auge de su consola Sega Genesis. Sus ventas fueron impulsadas por la popularidad de la franquicia insignia de la empresa de juegos de plataformas en 2D, Sonic the Hedgehog. Durante este tiempo, el cocreador de la serie Yuji Naka trabajó con Sega Technical Institute (STI) en los Estados Unidos para desarrollar juegos de Sonic. Después de la finalización de Sonic & Knuckles en 1994, Naka regresó a Japón para trabajar con Sonic Team. STI comenzó a desarrollar Sonic X-treme para Sega Saturn, planeado como la primera entrega de Sonic the Hedgehog en presentar un juego completamente en 3D. X-treme sufrió una serie de reveses y fue cancelado en 1996. La cancelación es un factor importante en el fracaso comercial de Saturn, dejándola sin un juego de plataformas original de la saga. Mientras tanto, Naka y Sonic Team desarrollaron juegos originales de Saturn, como Nights into Dreams (1996).: 67 
Naka quería un juego de Sonic en 3D, pero sintió que solo Sonic Team debería emprender la tarea; su negativa a dejar que STI usara el motor de juego Nights fue fundamental en la cancelación de X-treme. Debido a la falta de títulos de la franquicia en Saturn, según Retro Gamer, Sonic pasó a formar parte del «fondo» a mediados de 1997, por lo que «fue sorprendente ver que, solo seis años después de su debut, Sonic ya era retro». El diseñador de Nights into Dreams, Takashi Iizuka, sintió que los fanáticos de Sonic habían sido decepcionados porque Sonic Team no se estaba enfocando en la serie. Además, Kazuyuki Hoshino, quien se desempeñaría como director de arte en Sonic Adventure, dijo que pensaba que durante la era de Saturn Sonic se había vuelto obsoleto.

### Concepto
En agosto de 1996, poco después de la finalización de Nights into Dreams, Iizuka propuso Sonic Adventure como un juego de Sonic de estilo rol con un mayor énfasis en la narración. Sonic Team comenzó a trabajar en él en abril de 1997 en Saturn con un equipo de veinte personas.: 139  Sonic Team creó el primer prototipo usando el motor Nights, pero las capacidades limitadas de Saturn dificultaron el desarrollo.: 65  El presidente de Sega, Hayao Nakayama, informó a Naka sobre el sucesor de Saturn, la Dreamcast, y creyó que la nueva consola permitiría a Sonic Team crear el mejor juego de Sonic.: 67  Cuando el equipo se enteró de que el Dreamcast estaba cerca de completarse, trasladaron el desarrollo para aprovechar su mayor cantidad de RAM, CPU más fuerte y la VMU. No queriendo desperdiciar su trabajo terminado, lo colocaron como un bono en el juego recopilatorio Sonic Jam, el juego final de Sonic para Saturn.: 65  El desarrollo en Dreamcast comenzó en julio de 1997.
Iizuka trabajó como director en Sonic Adventure, mientras que Naka lo produjo. Uno de los videojuegos más grandes creados en ese momento, el equipo había crecido a sesenta después de diez meses, y más de cien desarrolladores trabajaron en el juego en total. Sonic Team emprendió el desarrollo en conjunto con Dreamcast, con el objetivo de lanzar el juego en diciembre de 1998, incluso si eso significaba realizar mejoras después del lanzamiento.: 69  Desarrollar Sonic Adventure al mismo tiempo que el sistema, que no se completó hasta dos meses antes del lanzamiento del juego, le dio a Iizuka influencia sobre el desarrollo de la consola; por ejemplo, pudo solicitar más RAM para la consola específicamente para Sonic Adventure. Según el exproductor de Sega of America Mark Subotnick, Naka canceló Geist Force, un shooter sobre raíles que estaba planeado como un juego de lanzamiento de Dreamcast, para poder usar su software propietario en Sonic Adventure.

### Personajes y arte
Sonic Team se sintió desafiado por el nuevo hardware para recrear a Sonic y su mundo de una nueva manera. Comenzaron el desarrollo usando los diseños de personajes de los juegos de Genesis, pero rápidamente descubrieron que los cuerpos de los personajes eran demasiado cortos y sus cabezas demasiado grandes, lo que los hacía difíciles de ver. Los personajes de juegos retro, como Pac-Man, también estaban renaciendo de una manera más «urbana» en la misma época, algo que puso celoso al Sonic Team y sintió que los diseños de personajes originales estaban anticuados. Como tal, Yuji Uekawa rediseñó cada personaje para adaptarse a la transición al 3D y darles un diseño «nuevo, vanguardista y más occidental». Buscando inspiración en la animación de Walt Disney y Looney Tunes, hizo a Sonic más maduro, más alto y más delgado, y le dio púas más largas. Oscureció su color azul y le dio iris verdes para contrastar con el resto de su esquema de colores, así como para hacer referencia a Green Hill Zone. Uekawa intentó hacer que Sonic pareciera un personaje de cómic y comparó el estilo con el grafiti. Después de rediseñar a Sonic, hizo que los otros personajes se ajustaran a este nuevo estilo artístico. Hoshino notó que las extremidades más largas de los personajes hicieron que fuera más fácil recrear sus poses 2D en 3D.
Sonic Adventure presenta dos nuevos personajes jugables, Big y Gamma. Sonic Team ya había implementado una caña de pescar en el juego sin contexto ni uso, lo que llevó a la creación de Big. Fue diseñado para ser gigante y relajado para que el jugador no esperara algo más intenso. Gamma y su estilo de juego fueron creados en respuesta a los fanáticos que querían elementos de un juego de disparos en Sonic y debido al deseo de Iizuka de incluir «algún tipo de juego satisfactorio que no se pudiera hacer con Sonic». Ni Big ni Gamma estaban destinados a desempeñar un papel importante, por lo que ambas campañas fueron cortas. El antagonista, Chaos, fue concebido para Sonic X-treme.: 264  Iizuka también quería crear un villano que hubiera sido imposible de hacer en hardware más antiguo. Se decidió por algo líquido y transparente y creó Chaos. Iizuka le presentó el concepto a Naka, quien quedó impresionado. Chaos originalmente tenía la intención de tener escamas azules realistas en su forma final, pero esto fue abandonado debido a las limitaciones tecnológicas de Dreamcast.
Mientras que algunos juegos de Sonic, como Sonic CD de 1993, contenían un trabajo de voz limitado, Adventure fue el primero en presentar una actuación de voz extensa. La decisión se tomó al principio del desarrollo ya que el juego estaba más centrado en la historia que los juegos anteriores de Sonic. El personal de Sonic Team tenía diferentes opiniones sobre cómo debería sonar Sonic. Iizuka recordó que el único elemento en el que estuvieron de acuerdo fue evitar usar un actor de voz de anime, favoreciendo a un actor de cine con una voz «exagerada». Sonic Team eligió a Jun'ichi Kanemaru como Sonic. En una entrevista celebrando su 30 aniversario como actor de voz, Kanemaru dijo que una de las razones por las que lo eligieron fue por su capacidad para hablar inglés. Después de que se formó Sonic Team USA, contrataron actores estadounidenses para traducir el guion japonés. El reparto de voces en inglés está formado por Ryan Drummond como Sonic, Corey Bringas como Tails, Michael McGaharn como Knuckles, Jennifer Douillard como Amy, Jon St. John como Big y E-102 Gamma, y Deem Bristow como Robotnik. Iizuka utilizó Sonic Adventure para presentar el nombre japonés de Robotnik, «Dr. Eggman», al público occidental; logró esto haciendo que Sonic insultara a Robotnik cuando se conocieron por primera vez en el juego. De manera similar, evitó referirse a Tails como «Miles», como lo llamaban comúnmente en Japón.
Debido a que Sonic Adventure fue un juego de lanzamiento para Dreamcast, el equipo se esforzó por demostrar las capacidades de la consola con gráficos realistas. Para lograr una sensación más realista de los entornos, los miembros principales de Sonic Team visitaron templos, selvas y ruinas antiguas en paisajes mesoamericanos, incluidos Cancún, Guatemala y Perú. Si bien los miembros del Sonic Team tuvieron que dibujar ilustraciones a mano para los juegos en el pasado, para Sonic Adventure pudieron usar fotografías tomadas durante sus visitas como texturas. Las mayores influencias fueron las ruinas de Tikal en Guatemala y Machu Picchu en Perú. El personaje Tikal se inspiró en Perú y tomó su nombre de las ruinas guatemaltecas.: 68  Las imágenes en 3D se crearon utilizando un chip gráfico Voodoo2.

### Diseño
Los niveles fueron diseñados para ofrecer una jugabilidad similar a los juegos originales del Genesis y para que tomara al menos cinco minutos completarlos. Uno de los mayores desafíos que enfrentaron los diseñadores de Adventure fue la transición del estilo 2D de Sonic al 3D. En los juegos de Sonic en Genesis, el jugador simplemente tenía que ir a la derecha para llegar al final de un nivel, pero en Sonic Adventure podían moverse en todas las direcciones. Los diseñadores crearon modelos para los escenarios antes de probarlos como el personaje del jugador, lo que resultó en prueba y error. Esto hizo que Iizuka se diera cuenta de la importancia de la cámara del juego. Algunos niveles, como el Mundo Perdido, fueron reconstruidos docenas de veces. Sonic Team dividió los niveles en partes para ahorrar memoria. Una dificultad particular fue derrotar a los enemigos; en los juegos 2D, los enemigos eran derrotados simplemente saltando sobre ellos, pero esto era más difícil de lograr en un juego 3D. Por lo tanto, a Sonic se le dio la capacidad de apuntar a los enemigos en el aire.
Iizuka dijo que las secuencias cinematográficas fueron concebidas para aprovechar los entornos, «dándole al jugador un elemento de descubrimiento además de las plataformas». El equipo también quería agregar elementos inesperados en un juego de plataformas; por ejemplo, el nivel en el que Tails practica sandboard se inspiró en un grupo de sandboardistas en Ica (Perú).: 68  Algunos niveles hacen referencia a juegos anteriores de Sega, como Ice Cap —Sonic the Hedgehog 3 de 1994— y los niveles de Tornado —Panzer Dragoon de 1995—.: 142  Al ver los diseños de niveles completos, Iizuka y Naka decidieron reutilizarlos para otros personajes jugadores. Iizuka dijo que sentían que sería «un desperdicio si Sonic simplemente recorriera rápidamente los niveles que pasamos tanto tiempo creando». Los primeros personajes además de Sonic agregados al juego fueron Tails y Knuckles; Los niveles de Tails convirtieron partes de los niveles de Sonic en carreras, mientras que las misiones de búsqueda de tesoros de Knuckles fueron diseñadas como un contraste a las sencillas de los otros. Sonic Adventure fue la primera vez que Amy fue jugable en un juego de plataformas de Sonic, e Iizuka apuntó a usarla para agregar tensión, como esconderse de los perseguidores, que la jugabilidad de Sonic no podía ofrecer.
Debido a que Sonic Adventure tenía un mayor énfasis en la narración que los juegos anteriores de la serie, el equipo implementó mundos centrales para «atraer a los jugadores más profundamente al mundo». El énfasis de los mundos centrales en la exploración para encontrar nuevas áreas y potenciadores se inspiró en The Legend of Zelda. Al ver los diseños de niveles completos, Iizuka y Naka decidieron reutilizarlos para otros personajes jugadores. Según Iizuka, el equipo intentó incluir la mayor cantidad de contenido posible. Una adición fue el sistema de cría de Chao, que Iizuka concibió para aprovechar la VMU.: 70  Sonic Team había usado un sistema de mascota virtual similar, el «A-Life», en Nights into Dreams; Iizuka usó el A-Life como base, mientras lo mejoraba con la VMU y la opción de mejorar sus habilidades.: 71  Iizuka esperaba que se convirtiera en un personaje que los jugadores pudieran tocar y criar. También fue diseñado para atraer a jugadores ocasionales que no están familiarizados con juegos como Sonic, y para agregar valor de rejugabilidad. El diseño tomó un tiempo considerable para finalizar y tuvo que hacerse lo más simple posible porque la apariencia de la mascota virtual cambia de forma a medida que evoluciona.

### Música

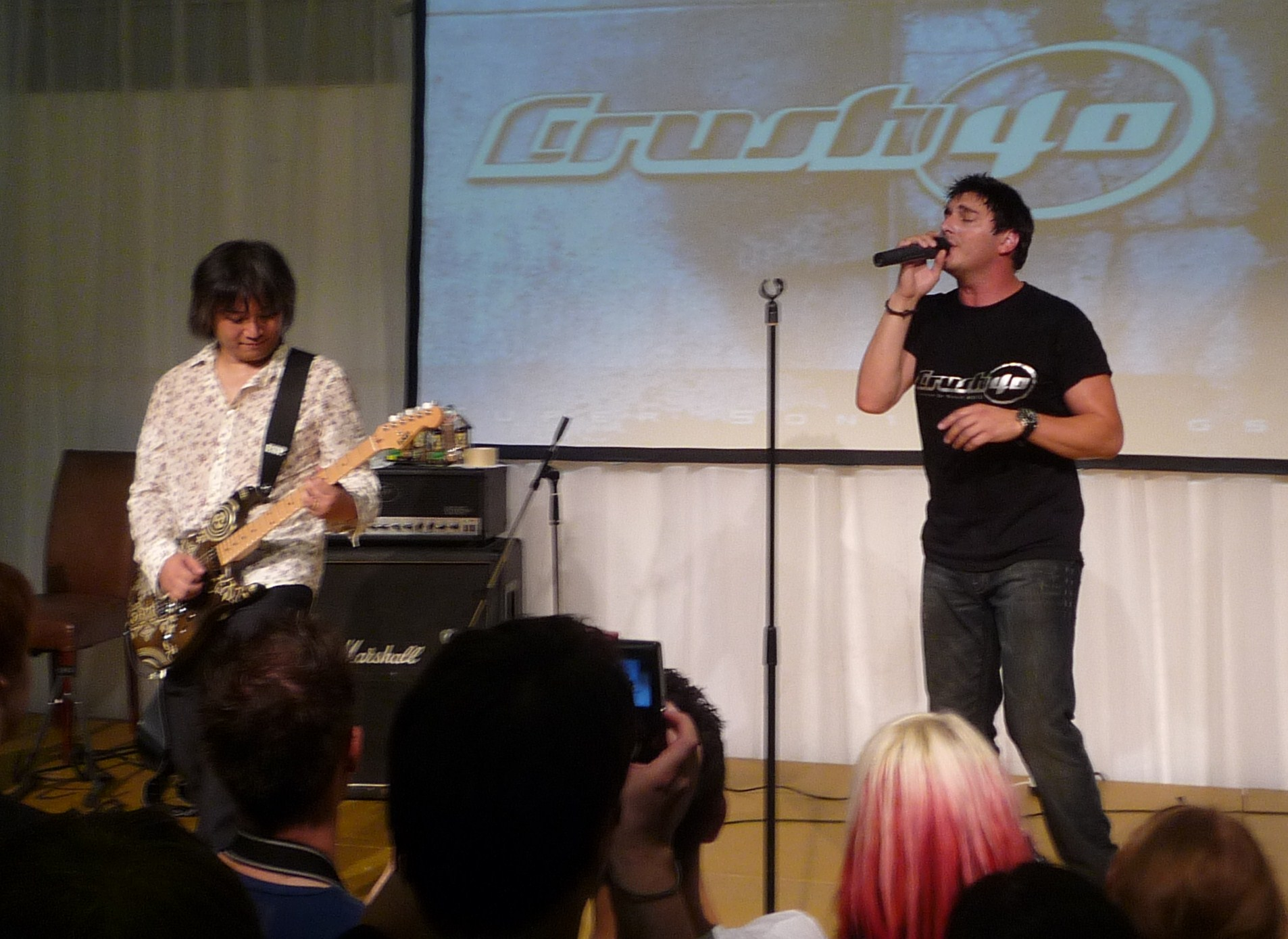
Jun Senoue (izquierda) y Johnny Gioeli (derecha) en 2010.

La banda sonora de Sonic Adventure fue compuesta principalmente por Jun Senoue, con música adicional de Fumie Kumatani, Kenichi Tokoi y Masaru Setsumaru. Adventure fue el primer proyecto de Senoue como director de sonido y su alcance significó que tenía muchas más responsabilidades, incluida la gestión de cronogramas, en comparación con sus juegos anteriores. A pesar de esto, Senoue dijo que no sintió mucha presión, ya que era un fanático de Sonic y había contribuido a las bandas sonoras de juegos anteriores.
A diferencia de los juegos anteriores de Sonic, que presentaban bandas sonoras electropop, el equipo de sonido de Adventure prefería música «caliente, funky y rock 'n' roll». Iizuka señaló que el objetivo principal de Sonic Team con Adventure era «evocar la esencia de Sonic al pasar del 2D al 3D», y sintió que la música debía superar las expectativas de los fanáticos debido a la popularidad de las bandas sonoras anteriores de Sonic. Senoue afirmó que se adoptó un nuevo estilo porque el sonido de Dreamcast era un avance significativo con respecto al de Genesis; Senoue agregó que se sentía más cómodo componiendo música rock y quería crear música que todos pudieran disfrutar. A pesar de los diferentes estilos, Senoue conservó algo de música de los juegos Sonic de Genesis: la música para los niveles de Windy Valley y Twinkle Park se reorganizó de Sonic 3D Blast (1996), mientras que el jingle de limpieza de nivel se tomó de Sonic 3. Eligió reutilizar sus pistas de 3D Blast porque sintió que eran lo suficientemente fuertes como para ser escuchadas más ampliamente, ya que solo se usaron para la versión de Genesis —que no se lanzó en Japón—.
Senoue compuso varias canciones con letras en inglés para resaltar las personalidades de los diversos personajes y colaboró con Tokoi y Kumatani para pulirlas. El tema principal, «Open Your Heart», fue interpretado por Johnny Gioeli de Hardline; otras canciones fueron interpretadas por Gioeli, Marlon Saunders, Dred Foxx, Ted Poley, Nikki Gregoroff y Tony Harnell.: 143  Sonic Adventure marcó la primera colaboración de Senoue con Gioeli; los dos luego formaron la banda Crush 40 —originalmente conocida como Sons of Angels—, y continúan haciendo música juntos. Iizuka se inspiró para usar «Open Your Heart» como la música del jefe final en las películas, que notó que a menudo usan temas principales durante eventos dramáticos. Iizuka también sintió que las canciones ayudaron a definir las personalidades de Knuckles y Amy, ya que no habían recibido mucho desarrollo de personajes en los juegos de Sonic hasta Adventure.

## Lanzamiento

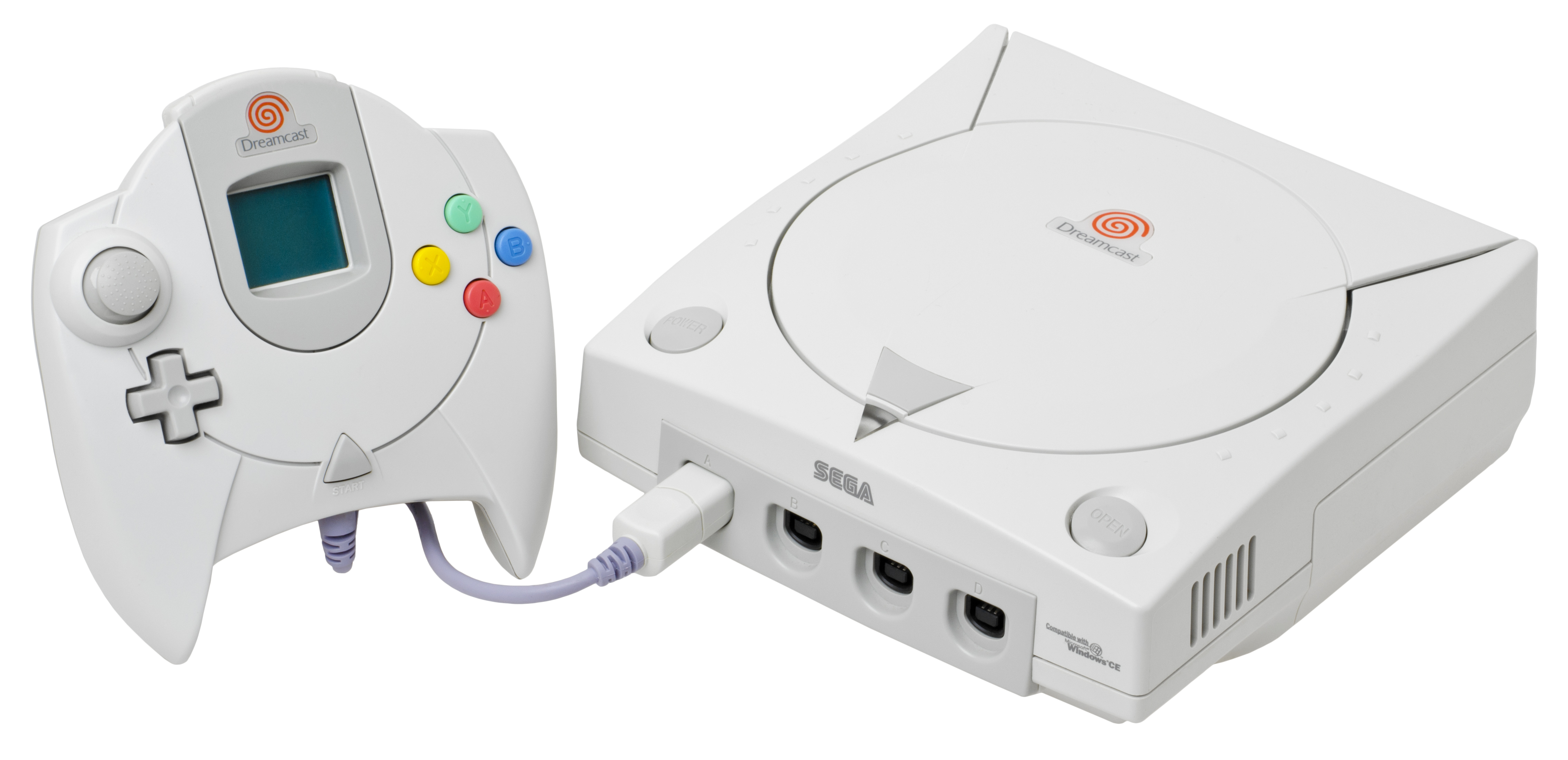
Sonic Adventure fue lanzado para Dreamcast en Japón en diciembre de 1998 y en el oeste entre septiembre/octubre de 1999.

Sonic Adventure se mantuvo en secreto durante la producción, aunque se filtraron capturas de pantalla a mediados de 1998 y se rumoreaba desde hacía tiempo que había planes para un juego de Sonic en 3D. Fue presentado por Naka y el resto del Sonic Team el 22 de agosto de 1998, en el Foro Internacional de Tokio. El equipo mostró varios elementos dinámicos, como una secuencia de persecución del primer nivel y la secuencia de sandboarding de Tails.: 69  La presentación terminó con una interpretación en vivo de «Open Your Heart» junto con un montaje de clips de RealVideo. Naka describió el debut como intenso, habiendo «dado todo» para que fuera apto para el lanzamiento.: 69 
El 23 de diciembre de 1998, Sonic Adventure fue lanzado en Japón. La versión japonesa se envió con muchos fallos; según Iizuka, esto se debió a que el juego se produjo en un cronograma ajustado, por lo que Sonic Team no tuvo tiempo de arreglarlos. Varios miembros de Sonic Team volaron a Sega of America para establecer Sonic Team USA y parchar y traducir el juego.: 69  Antes del lanzamiento de la Dreamcast en los Estados Unidos, Sega hizo un trato exclusivo con Hollywood Video para permitir a los clientes alquilar la consola junto con una versión no minorista del juego, Sonic Adventure: Limited Edition. La promoción comenzó el 15 de julio de 1999 y se llevó a cabo en 1 055 tiendas Hollywood Video en todo el país.
La versión localizada se lanzó en América del Norte el 9 de septiembre de 1999, como título de lanzamiento, y en Europa el 14 de octubre de 1999. Incluye pistas de audio en japonés e inglés, así como subtítulos en japonés, inglés, español, francés y alemán. También se agregaron funciones en línea, incluida la guardería Chao y contenido descargable (DLC) como minijuegos y nuevos recursos de nivel. El lanzamiento estadounidense de la animación de video original de Sonic the Hedgehog (1996) de Studio Pierrot coincidió con el lanzamiento occidental de Sonic Adventure, mientras que Sonic Underground (1999) de DIC Entertainment fue encargado para ayudar a promover el juego. La versión localizada se lanzó más tarde en Japón como Sonic Adventure International.: 69 
Antes del lanzamiento, Sega proyectó vender un millón de copias de Sonic Adventure. Es el juego más vendido de la Dreamcast; para el 4 de agosto de 2006, había vendido 2,5 millones de copias, incluidas 440.000 en Japón y 1,27 millones en los EE. UU.: 143  En Europa, vendió 86 000 copias durante sus primeros cinco días a la venta. En el Reino Unido, fue el juego de lanzamiento de Dreamcast más vendido. Después del lanzamiento en América del Norte, hubo quejas de que varios discos de Sonic Adventure no se cargaban. Sega of America determinó que se trataba de un problema de software debido a errores en una instalación de fabricación y rastreó el software defectuoso. La mayoría de las copias no se vieron afectadas y los clientes con copias defectuosas podían canjearlas por otras que funcionaran en los minoristas.

## Recepción
Como el primer juego de plataformas de Sonic completamente en 3D, Sonic Adventure fue muy esperado. Recibió elogios de la crítica,: 143  y Computer and Video Games (CVG) lo calificó como uno de los mejores videojuegos de todos los tiempos. Sonic Adventure ganó un premio Blockbuster Entertainment en la categoría de «Juego favorito de Sega Dreamcast», y fue finalista del premio anual de GameSpot al «Mejor juego de plataformas de consola», que fue para Rayman 2: The Great Escape (1999). El juego fue finalista en la categoría de «Logro destacado en ingeniería visual» durante la 3.ª edición anual de los premios Interactive Achievement Awards, que finalmente fueron para Unreal Tournament.
Las imágenes y la presentación atrajeron una gran aclamación. La revista Arcade lo describió como un «salto cuántico hacia adelante» en la estética y el detalle visual en los videojuegos, e Hyper estimó que incluso excedieron lo que era posible en las computadoras personales de alta gama. IGN lo llamó el juego de plataformas gráficamente más impresionante lanzado hasta esa fecha, elogiando sus secuencias cinematográficas y describiéndolo como «absorbente, exigente y absolutamente asombroso». GameSpot estuvo de acuerdo y dijo que solo la calidad gráfica de Soulcalibur superó a la de Sonic Adventure. Edge sintió que las características gráficas mostraban el potencial de Dreamcast al máximo y que el juego era «perfecto» como escaparate para el sistema.
El audio recibió respuestas mixtas. GameSpot y Game Revolution dijeron que las escenas de video de movimiento completo (FMV) y la actuación de voz estaban bien producidas y eran adecuadas, aunque GameSpot notó una mala sincronización de labios. IGN pensó que las escenas cinemáticas eran repetitivas y expresó una fuerte desaprobación por la actuación de voz, declarándola «una broma completa» y «absolutamente horrible». IGN tenía un desagrado particular por la voz de Tails, y retrospectivamente la calificó como una de las más molestas que aparecen en un videojuego. AllGame estaba en conflicto; apreciaron la interpretación de Tails, pero encontraron que las voces de Sonic y Knuckles no eran adecuadas. GameSpot y AllGame elogiaron la música de estilo rock, pero Game Revolution describió la banda sonora como «absolutamente horrible».
La jugabilidad fue generalmente elogiada. GameSpot admiró el enfoque sencillo y lineal del género de plataformas en 3D y lo elogió particularmente por mantener la jugabilidad básica de los juegos originales del Genesis. IGN dijo que el juego mantendría a los jugadores ocupados incluso después de completarlo, destacando su conectividad a Internet y otros extras. Por otro lado, Game Revolution dijo que, además de ser más rápido, no avanzó en el diseño del género de plataformas. Retrospectivamente, 1001 Video Games You Must Play Before You Die calificó sus entornos como vastos y retorcidos, afirmando que capturaba «brillantemente» elementos tradicionales de Sonic. El minijuego Chao fue señalado como una desviación importante de la jugabilidad de la serie. GameSpot escribió que «si bien en realidad solo es una diversión», los Chao fueron una adición interesante y divertida, destacando sus funciones de Internet como un punto destacado. AllGame dijo que el Chao ayudó a aumentar el valor de rejugabilidad, aunque era «extraño», requería paciencia y no proporcionaba bonificaciones en el juego principal. Game Revolution calificó al Chao como «una buena adición» y elogió su uso de la VMU.
Algunos críticos compararon a Sonic Adventure con Super Mario 64, el «innovador» juego de Nintendo de 1996 que impulsó al Nintendo 64 y al género de plataformas en 3D. Edge dijo que Sonic Adventure era un rival digno de Super Mario 64, pero AllGame escribió que Sonic Adventure no era tan ambicioso y que aquellos que buscaban exploración se sentirían decepcionados con su jugabilidad lineal. Lo compararon con el similarmente lineal Crash Bandicoot, pero sintieron que Sonic Adventure era más limitado. Aun así, elogiaron la jugabilidad como variada y dijeron que su valor de rejugabilidad era fuerte. Los periodistas de videojuegos Rusel DeMaria y Johnny L. Wilson escribieron retrospectivamente que Sonic Adventure no era tan fuerte como Super Mario 64 y «no logró captar la atención de los jugadores de la misma manera que [Mario] lo había hecho», aunque tenía características fascinantes, como «el uso de la tarjeta de memoria similar al Tamagotchi para incubar huevos para pequeñas criaturas mascotas» y «algunos buenos segmentos de acción».
El sistema de cámara y sus fallos fueron mal recibidos por muchos críticos. IGN calificó la cámara de «increíblemente» frustrante e inconsistente, y GameSpot señaló que causaba problemas con la detección de colisiones. Edge se quejó de que la cámara a veces se esconde detrás de las paredes. Los autores de GamesRadar escribieron retrospectivamente que Sonic Adventure tenía «un montón de errores», destacando las caídas por el suelo y los atascos, pero también dijeron que la gran cantidad de contenido compensaba esto.
GameSpot pensó que Sonic Adventure redefinió las posibilidades del género de plataformas, y según CVG, «muchas cosas que creías imposibles de ver y experimentar en los juegos de computadora ahora están aquí». Según Next Generation, «los jugadores expertos pueden superar el juego en solo un día o dos, pero, incluso así, el viaje vale el precio de la entrada». AllGame escribió que el juego era una demostración impresionante del potencial del Dreamcast y que estaba entre los mejores de la serie. Edge dijo que sus críticas, como la aparición de escenarios y los casos de detección de colisiones deficientes, son «defectos menores en una obra de arte muy buena». Arcade y CVG especularon que el juego podría salvar al Dreamcast, que no se había vendido bien a fines de 1998. CVG también pensó que podría restablecer a Sega como el fabricante de consolas dominante después de la relativamente infructuosa Sega Saturn.

## Postlanzamiento

### Secuela
Aunque Sonic Adventure fue un éxito, las ventas del Dreamcast no alcanzaron las expectativas de Sega, y el equipo de Adventure se redujo. Sega dirigió a un equipo de once personas —significativamente menor que el de Adventure, de ciento veinte— para comenzar a trabajar en Sonic Adventure 2. Adventure 2 se estrenó en el E3 2000 y se lanzó en junio de 2001. La secuela fue diseñada para ser más centrada en la acción que Adventure, de ritmo más lento y centrado en la historia, y para ofrecer a todos los personajes el mismo tiempo de juego. Sonic Adventure 2 recibió críticas positivas, pero antes de su lanzamiento, Sega anunció que pasaría de ser una editorial propia a una de terceros, en respuesta a los fracasos internacionales de Saturn y Dreamcast.

### Relanzamientos
En junio de 2003 Sega lanzó Sonic Adventure DX: Director's Cut, un port de Sonic Adventure para GameCube y Windows.: 141  Aunque en su mayor parte es idéntico al lanzamiento original, Sonic Adventure DX presenta gráficos mejorados, incluyendo texturas actualizadas y modelos de personajes más detallados, apunta a una velocidad de cuadros de 60 en lugar de 30, y tiene un sistema de aumento de Chao rediseñado que usa conectividad con Game Boy Advance (GBA). Incluye sesenta nuevas misiones y la opción de desbloquear emulaciones de los doce juegos de Sonic lanzados para la Game Gear. Además, Metal Sonic puede ser desbloqueado como un personaje jugable si se recolectan los ciento treinta emblemas. Estas características se agregaron para atraer a los jugadores del juego original.: 141 
En septiembre de 2010, Sega relanzó Sonic Adventure como un juego descargable para Xbox 360 y PlayStation 3, seguido de un lanzamiento para Windows en marzo de 2011 a través de Steam. Esta versión está basada en Sonic Adventure DX y admite imágenes de alta definición con una relación de aspecto de 4:3. El contenido adicional de Sonic Adventure DX fue eliminado, pero el modo misión y Metal Sonic se pueden volver a implementar comprando DLC adicional. El juego también se incluyó en la compilación Dreamcast Collection en 2011 y es compatible con versiones anteriores de Xbox One y Xbox Series X/S.

### Banda sonora
Una banda sonora de dos discos, Sonic Adventure "Digi-LOG Conversation" Original Sound Track, fue lanzada en Japón en enero de 1999. En mayo de 2011, la banda sonora se relanzó para conmemorar el vigésimo aniversario de la franquicia de Sonic. También se lanzó una banda sonora digital de dos volúmenes en iTunes y Spotify en septiembre de 2014 y enero de 2017, respectivamente. Brave Wave Productions lanzó una edición en vinilo de la banda sonora que incluye entrevistas con Senoue e Iizuka en 2018.

## Legado
La mayoría de los juegos de plataformas 3D contemporáneos se centran en la exploración y la recolección de elementos, pero Sonic Adventure se destacó por su jugabilidad lineal. Según GamesRadar, como uno de los primeros juegos de consola de sexta generación, cambió la industria «para siempre». Joystiq escribió que tanto Adventure como el Sonic the Hedgehog original habían innovado —en juegos 3D y 2D, respectivamente— a través de un diseño de niveles lineal efectivo y por sentirse «bien al jugar».

### Evaluaciones retrospectivas
En 2009, GamePro incluyó a Sonic Adventure como el séptimo mejor juego de plataformas de todos los tiempos, diciendo que no había envejecido bien en ciertos aspectos, pero que su jugabilidad central seguía estando entre las mejores de la serie Sonic. Varios periodistas clasificaron al juego entre los mejores de la serie, pero Kotaku argumentó que la adición de actuación de voz y un mayor enfoque en la trama cambiaron a Sonic en «una cáscara plana y sin vida de un personaje, que escupe lemas y generalmente tiene un solo modo de personalidad, el tipo de actitud radical, la triste imagen reciclada del vago concepto cultural de los 90».
Sonic Adventure DX recibió críticas mixtas. GameSpot estaba decepcionado porque el relanzamiento no abordó los problemas de la versión original, le irritó que los gráficos fueran solo marginalmente diferentes y no quedó satisfecho con su detección de colisiones. GameSpot elogió las características adicionales, como las misiones, pero concluyó que los jugadores estaban mejor jugando la versión de Dreamcast. IGN estuvo de acuerdo, llamándolo «un port descuidado de un juego que durante mucho tiempo no ha merecido sus grandes elogios». IGN notó sus frecuentes caídas de velocidad de cuadros y describió su cámara como una de las peores en un videojuego. IGN dijo que la conectividad con los juegos de Sonic de GBA agregó profundidad, pero concluyó que esto no fue suficiente para compensar los problemas del port. Nintendo World Report fue más positivo, elogiando los juegos de Game Gear por conservar su soporte multijugador y encontrando agradable la jugabilidad de Sonic y Tails.
Las críticas del relanzamiento de 2010 fueron generalmente desfavorables, con críticas dirigidas a la falta percibida de esfuerzo puesto en el port. IGN lo llamó «tan fundamentalmente defectuoso que raya en lo injugable», observando que las secciones que funcionaron mejor requerían la menor participación del jugador. IGN criticó la falta de soporte de pantalla ancha, pero ofreció pequeños elogios por su velocidad de cuadros constante. 1UP.com criticó el port por lo que llamaron su calidad descuidada, criticando su pantalla, controles y diseño anticuado, y diciendo que «se siente como si ni siquiera estuviera ajustado para el mando de Xbox 360 y sus joysticks analógicos». Destructoid fue menos duro, escribiendo que los fanáticos de la franquicia podrían disfrutar del juego, pero advirtiendo a los jugadores ocasionales que «todo lo que encontrarán es una reliquia que alguna vez se consideró grandeza».

### Influencia
Muchos de los diseños y conceptos de Sonic Adventure fueron reutilizados en juegos posteriores de Sonic. La dirección, la jugabilidad básica y los diseños de personajes modernizados de Uekawa se convirtieron en elementos básicos de la serie. El primer nivel en el reinicio de Sonic the Hedgehog de 2006 hace referencia en gran medida al escenario Emerald Coast de Sonic Adventure. Para celebrar el vigésimo aniversario de la serie Sonic en 2011, Sega lanzó Sonic Generations, que reutilizó aspectos de juegos anteriores de la franquicia. Las versiones de Xbox 360, PlayStation 3 y Windows contienen versiones reimaginadas del nivel Speed Highway y la pelea del jefe Perfect Chaos, y la versión de Nintendo 3DS contiene una nueva versión de Emerald Coast.
Varios personajes que aparecieron por primera vez en Sonic Adventure aparecieron en juegos posteriores. Además de aparecer en Sonic Generations, Chaos es un antagonista en la entrada de 2017 Sonic Forces; él y Gamma son personajes jugables en el juego de lucha de 2004 Sonic Battle; y una recreación de su pelea de jefe aparece en Mario y Sonic en los Juegos Olímpicos de Invierno. Las criaturas Chao también aparecen predominantemente en juegos posteriores. Uno de los personajes presentados en Adventure, Big the Cat, se hizo famoso por su recepción negativa. Game Informer consideró que su jugabilidad era dolorosa y aburrida, mientras que Destructoid criticó su interpretación como un «idiota mentalmente discapacitado» y la actuación incoherente de su actor de voz. Big es ampliamente considerado por los periodistas de videojuegos como el peor personaje de la franquicia Sonic, y fue nombrado uno de los peores personajes de juego en una encuesta realizada por 1UP.com.
Un concepto para Sonic Adventure 3 fue reelaborado en el juego de 2008 Sonic Unleashed. En 2017, Iizuka declaró que no había planes para un tercer juego de Sonic Adventure, diciendo que no haría avanzar el diseño de la serie. No descartó la idea, diciendo «Si podemos hacer que la jugabilidad evolucione y llegue a un lugar donde Adventure 3 tenga sentido, entonces es posible que veamos salir un Adventure 3». En  2018, Iizuka expresó interés en rehacer Sonic Adventure, pero había descartado la posibilidad para 2025. Dijo que llevar a Adventure a los estándares modernos requeriría el mismo esfuerzo que desarrollar un nuevo juego, lo cual él prefería.
La trama de Sonic Adventure fue adaptada en la segunda temporada de la serie de anime Sonic the Hedgehog de 2003, Sonic X. La corporación estadounidense de licencias 4Kids Entertainment contrató a un nuevo elenco de voces para el doblaje en inglés, pero el elenco japonés de los juegos repitió sus roles en la versión original del programa. Archie Comics también adaptó el juego en su serie de cómics Sonic the Hedgehog. El cómic ofreció una explicación de los diseños de personajes alterados y estableció que Station Square estaba oculta debajo del planeta de Sonic, Mobius. Una adaptación de Sonic Adventure fue la última historia nueva publicada por Sonic the Comic, la serie británica publicada por Fleetway Editions, antes de su cancelación.